# Кам'янистий
Кам'янистий (пол. Kamienisty) — гірський потік в Україні, у Верховинському районі Івано-Франківської області на Гуцульщині. Лівий доплив Ільці, (басейн Дунаю).

## Опис
Довжина потоку приблизно 3,27 км, найкоротша відстань між витоком і гирлом — 3,02 км, коефіцієнт звивистості потоку — 1,08. Формується багатьма безіменними гірськими струмками. Потік тече в гірському масиві в Покутсько-Буковинських Карпатах (зовнішня смуга Українських Карпат).

## Розташування
Бере початок з-під гори Рокити Середньої (1485 м). Тече переважно на південний захід і на південно-східній околиці села Волова на висоті 849 м над рівнем моря впадає у річку Ільцю, ліву притоку Чорного Черемошу.